# La Proposition embarrassante
La Proposition embarrassante est un tableau d'Antoine Watteau conservé au musée de l'Ermitage de Saint-Pétersbourg. Il a été composé en 1715 ou 1716. La scène représente dans un paysage de campagne trois jeunes femmes de dos la tête de côté avec deux jeunes galants. L'un debout, sur la droite semble proposer quelque chose à la jeune femme debout devant lui qui esquisse un mouvement de recul. Les trois autres personnages assis sous un arbre semblent commenter la scène.
L'examen aux rayons X démontre qu'il y avait une composition avec quatre personnages dont le couple debout du tableau actuel. Il représentait en plus une dame jouant de la guitare avec un jeune homme à gauche, à la place des trois personnages assis. Le peintre a donc partiellement supprimé cette composition pour en faire une autre.
Ce tableau a fait partie de la collection du comte de Brühl à Dresde avant d'être acheté par le musée de l'Ermitage en 1769 sous le règne de Catherine II.

## Expositions
- 1955, Moscou, exposition d'art français du XVe siècle au XXe siècle[2]
- 1956, Léningrad, exposition d'art français du XIIe siècle au XXe siècle[3]
- 1972, Léningrad, exposition Watteau dans son époque